# دوراو باروسو
خوسيه مانويل دوراو باروسو (بالبرتغالية: José Manuel Durão Barroso) سياسي من مواليد 1956 في لشبونة في البرتغال. درس القانون وحصل على الماجستير وكان معتنقا لمبادئ أفكار تونج ثم صار يمينيا ثم نادي بمبادئ السوق الحرة وهو منضم للحزب الاشتراكي الديمقراطي من عام 1980 ثم تحول إلى نائب معارض ثم ترأس الوزارة وهو متزوج من مارجريدا سوسا ولديه 3 أولاد وألف كتب سياسية وحصل على أكثر من 20 وسام برتغالي. شغل منصب رئيس المفوضية الأوروبية من العام 2004 حتى 2014.

## روابط خارجية
- دوراو باروسو على موقع IMDb (الإنجليزية)
- دوراو باروسو على موقع الموسوعة البريطانية (الإنجليزية)
- دوراو باروسو على موقع مونزينجر (الألمانية)
- دوراو باروسو على موقع إن إن دي بي (الإنجليزية)
- دوراو باروسو على موقع ديسكوغز (الإنجليزية)
- دوراو باروسو على موقع قاعدة بيانات الفيلم (الإنجليزية)
- دوراو باروسو على موقع كينوبويسك (الروسية)